# Harold Harding
Sir Harold John Boyer Harding (* 6. Januar 1900 in Wandsworth, London; † 27. März 1986 in Topsham, Devon) war ein britischer Bauingenieur insbesondere für Tunnelbau und Geotechnik.
Harding studierte ab 1917 am City and Guilds College des Imperial College London, unterbrochen 1918 von einem Jahr Offiziersausbildung. 1922 machte er seinen Bachelorabschluss als Bauingenieur. Danach arbeitete er für die Baufirma John Mowlem and Company insbesondere im Bau der Londoner U-Bahn. Unter anderem war er an der Erneuerung der Piccadilly Circus Station 1926 bis 1929 beteiligt und 1936 bis 1938 für die Erweiterung der Central Line. 1931 war er an der Gründung für den Bau des Ford-Werks in Dagenham auf schwierigem Baugrund beteiligt, wobei er erstmals in Großbritannien chemische Verfahren zur Konsolidierung testete. Auch die chemische Bodenverfestigung nach Joosten setzte er erstmals in Großbritannien ein. Im Zweiten Weltkrieg war er für die unterirdischen Bauten in London zuständig und baute künstliche Häfen für die Landung in der Normandie (Mulberry-Hafen) und Transportschiffe für Treibstoff aus vorgefertigten Betonteilen. 1942 war er einer der Gründer Soil Mechanics Ltd., einer zu Mowlem gehörenden Firma für geotechnische und bodenmechanische Untersuchungen. 1949 bis 1956 war er dessen Direktor und außerdem 1950 bis 1956 Direktor von Mowlem und arbeitete für diese in beratender Funktion bis 1978. Harding war 1958 bis 1970 in einer Kommission, die die Möglichkeiten für einen Tunnel unter dem Ärmelkanal untersuchte. Er war auch an der Untersuchung des katastrophalen Erdrutschs einer Bergbau-Abraumhalde im Dorf Aberfan in Wales beteiligt, bei dem 1966 eine Schule verschüttet wurde und 116 Kinder sowie 28 Erwachsene starben.
1963 bis 1964 war er Präsident der Institution of Civil Engineers (ICE). 1972 bis 1973 war er Vorsitzender der British Tunneling Society. 1968 wurde er Fellow des Imperial College (er war 1955 bis 1975 einer von dessen Governors) und 1952 des City and Guilds of London Institute. 1968 wurde er zum Knight Bachelor erhoben. 1970 wurde er Ehrendoktor der Universität London.
Er war seit 1927 mit Sophie Helen Blair verheiratet, der Tochter des Malers Edmund Blair Leighton, und hatte mit ihr zwei Söhne und eine Tochter.